# Alcantarilla
Alcantarilla is een gemeente in de Spaanse provincie en regio Murcia met een oppervlakte van 16 km². Alcantarilla telt 41.155 inwoners (1 januari 2016). Het ligt tegen de provinciehoofdstad Murcia aan. Alcantarilla ligt tussen de 55 en 95 meter boven zeeniveau.

## Naamgeving
De naam van de gemeente Alcantarilla is afgeleid van het Arabische woord al-Qantara, dat "brug" betekent.

## Demografische ontwikkeling
Bron: INE; 1857-2011: volkstellingen

## Geboren
- Antonio Jesús Soto (1994), wielrenner

Abanilla · Abarán · Águilas · Albudeite · Alcantarilla · Aledo · Alguazas · Alhama de Murcia · Archena · Beniel · Blanca · Bullas · Calasparra · Campos del Río · Caravaca de la Cruz · Cartagena · Cehegín · Ceutí · Cieza · Fortuna · Fuente Álamo de Murcia · Jumilla · La Unión · Las Torres de Cotillas · Librilla · Lorca · Lorquí · Los Alcázares · Mazarrón · Molina de Segura · Moratalla · Mula · Murcia · Ojós · Pliego · Puerto Lumbreras · Ricote · San Javier · San Pedro del Pinatar · Santomera · Torre-Pacheco · Totana · Ulea · Villanueva del Río Segura · Yecla